# Benoît Caranobe
Benoît Caranobe (Vitry-sur-Seine, 12 de junho de 1980) é um ginasta francês que compete em provas de ginástica artística.
Benoît fez parte da equipe olímpica francesa que disputou os Jogos Olímpicos de Atenas, em 2004. Neles, não conquistou medalhas, ao ser 19º na prova individual e nono na primeira fase da qualificação por equipes. Quatro anos mais tarde, em Pequim 2008, fora medalhista de bronze no individual geral, superado pelo japonês Kohei Uchimura e pelo chinês Yang Wei, prata e ouro, respectivamente.